# Steven Hilliard Stern
Steven Hilliard Stern (Timmins, 1º novembre 1937 – Encino, 27 giugno 2018) è stato un regista televisivo, regista cinematografico, produttore cinematografico e sceneggiatore canadese.

## Biografia
Frequenta l'Università Ryerson e presta servizio nella fanteria canadese. Diviene poi regista, dirigendo una settantina tra episodi di serie TV, film per la televisione e documentari, sia negli Stati Uniti che in Canada, firmandosi anche come Steve Stern o Steven H. Stern.

## Filmografia

### Regista

#### Cinema
- Posso, me lo permette il fisico (B.S. I Love You) (1971)
- Lo B'Yom V'Lo B'Layla (1972)
- Running - Il vincitore (Running) (1979)
- Il diavolo e Max (The Devil and Max Devlin) (1981)
- Money - Intrigo in nove mosse (Money) (1991)
- Un marito per Elly (Morning Glory) (1993)

#### Televisione
- Uno sceriffo a New York (McCloud) - serie TV, 7x01 (1976)
- Quincy (Quincy, M.E.) - serie TV, 1x02-2x07 (1976-1977)
- Serpico - serie TV, 1x12-1x15 (1976-1977)
- Nel tunnel dei misteri con Nancy Drew e gli Hardy Boys (The Hardy Boys/Nancy Drew Mysteries) - serie TV, 1x11-2x04-2x05 (1977)
- La fuga di Logan (Logan's Run) - serie TV, 1x06 (1977)
- Hawaii Squadra Cinque Zero (Hawaii Five-O) - serie TV, 10x09 (1977)
- Marcia nuziale a tre (Getting Married) - film TV (1977)
- Miracolo sul ghiaccio (Miracle on Ice) - film TV (1981)
- Non il solito affare (Not Just Another Affair) - film TV (1982)
- The Ambush Murders - film TV (1982)
- Amore proibito (Forbidden Love) - film TV (1982)
- Labirinti e mostri (Mazes and Monsters) - film TV (1982)
- Un amore singolare (An Uncommon Love) - film TV (1983)
- Miss Superfisico (Getting Physical) - film TV (1984)
- Coppia di Jack (Draw!) - film TV (1984)
- Pazza d'amore (Obsessive Love) - film TV (1984)
- Titolo di studio: nonno (The Undergrads) - film TV (1985)
- Assassinio nello spazio (Murder in Space) - film TV (1985)
- Disneyland - serie TV, 30x13 (1986)
- Mio fratello Chip (Not Quite Human) - film TV (1987)
- Omicidi a Chinatown (Man Against the Mob) - film TV (1988)
- Fuori dal giro (Crossing the Mob) - film TV (1988)
- Ultimo avvertimento (Final Notice) - film TV (1989)
- Liberate quei bambini (To Save the Children) - film TV (1994)
- The Black Fox - Gli ostaggi (Black Fox) (1995)
- Il silenzio del tradimento (The Silence of Adultery) - film TV (1995)